# 圣纳扎廖
圣纳扎廖（義大利語：San Nazario），是意大利威尼托大区维琴察省的一个市镇。总面积23平方公里，人口1811人，人口密度78.7人/平方公里（2009年）。国家统计（ISTAT）代码为024093。